# Gare de České Budějovice
České Budějovice est la principale gare ferroviaire et gare de triage de České Budějovice de Bohême du Sud en République Tchèque. Son bâtiment néo-Renaissance, achevé en 1908, est situé à une courte distance à l'est du centre-ville.
Les lignes de chemin de fer de Pilsen, Gmünd, Volar, Summerau et Prague mènent à la gare,.

## Histoire
L'histoire du transport ferroviaire à České Budějovice a commencé dès 1828 avec l'ouverture d'un chemin de fer hippomobile à destination de Linz, qui était la deuxième plus ancienne voie ferrée d'Europe continentale. Ce n'est qu'en 1868 qu'une nouvelle gare pour locomotives a été ouverte à proximité de l'actuelle. Au début du XXe siècle, une gare beaucoup plus grande fut construite sur les mêmes lignes, non loin de l'ancienne. La gare a été conçue en style néo-Renaissance avec des éléments Art Nouveau. Elle a ouvert en 1908 et le premier train qui s'est arrêté à la gare a été celui de Trieste à Prague le 17 décembre 1908. Actuellement, le bâtiment est protégé en tant que monument culturel.
Au printemps 1945, l'aile sud du bâtiment de la gare fut lourdement endommagée lors d'un raid aérien sur la ville. Elle a été réparée après la fin de la Seconde Guerre mondiale.

## Galerie

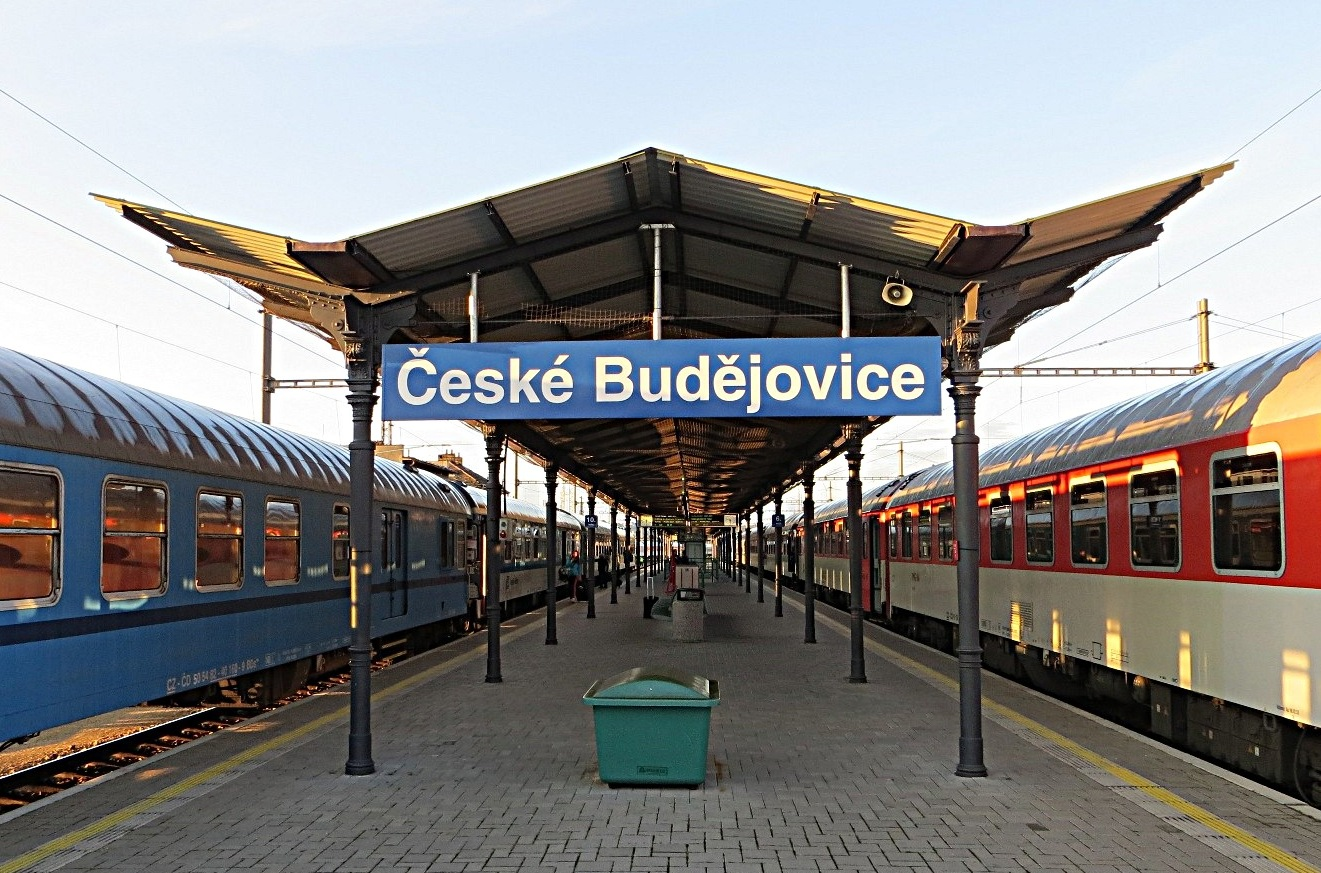
Quai
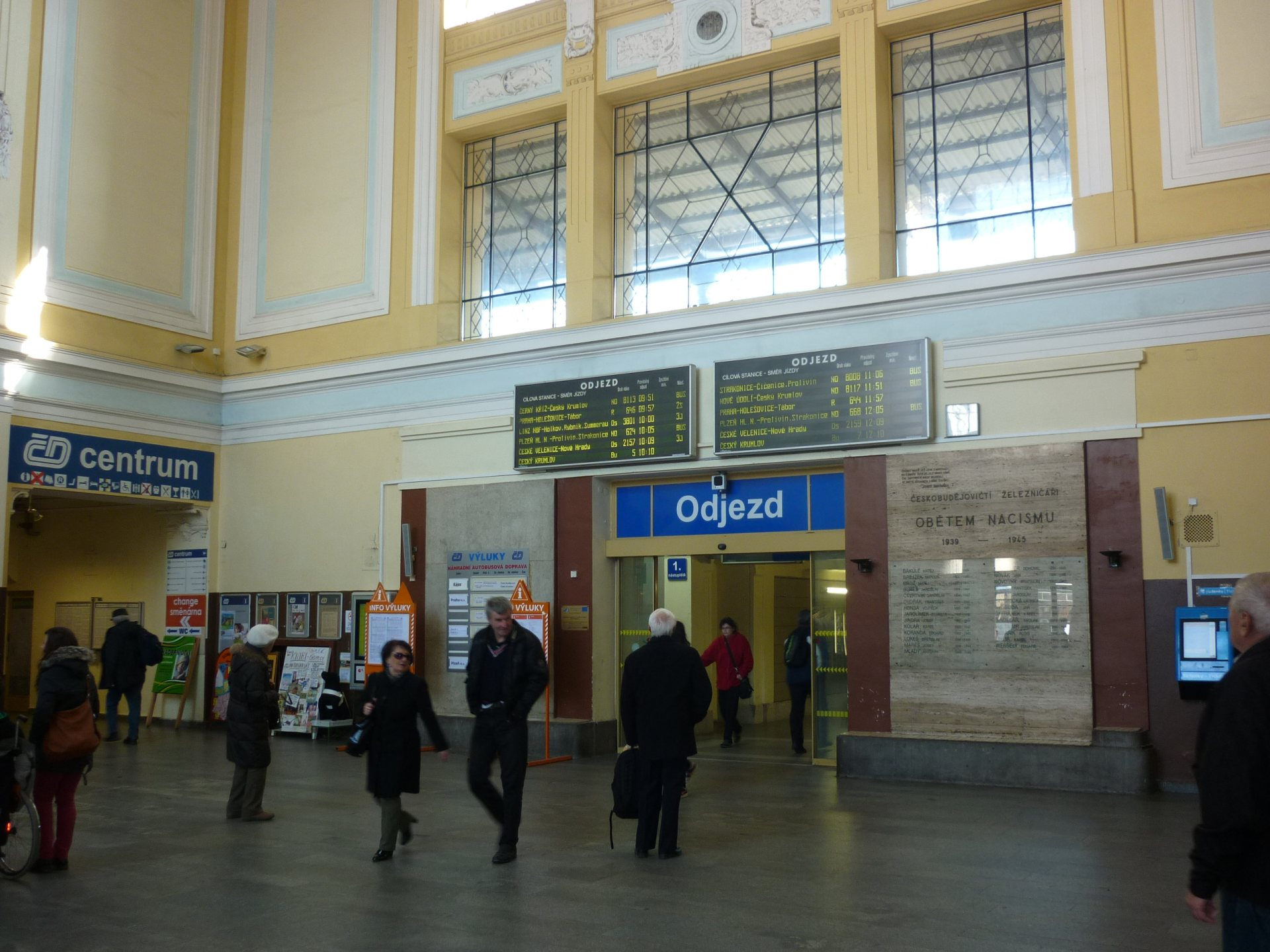
Salle principale
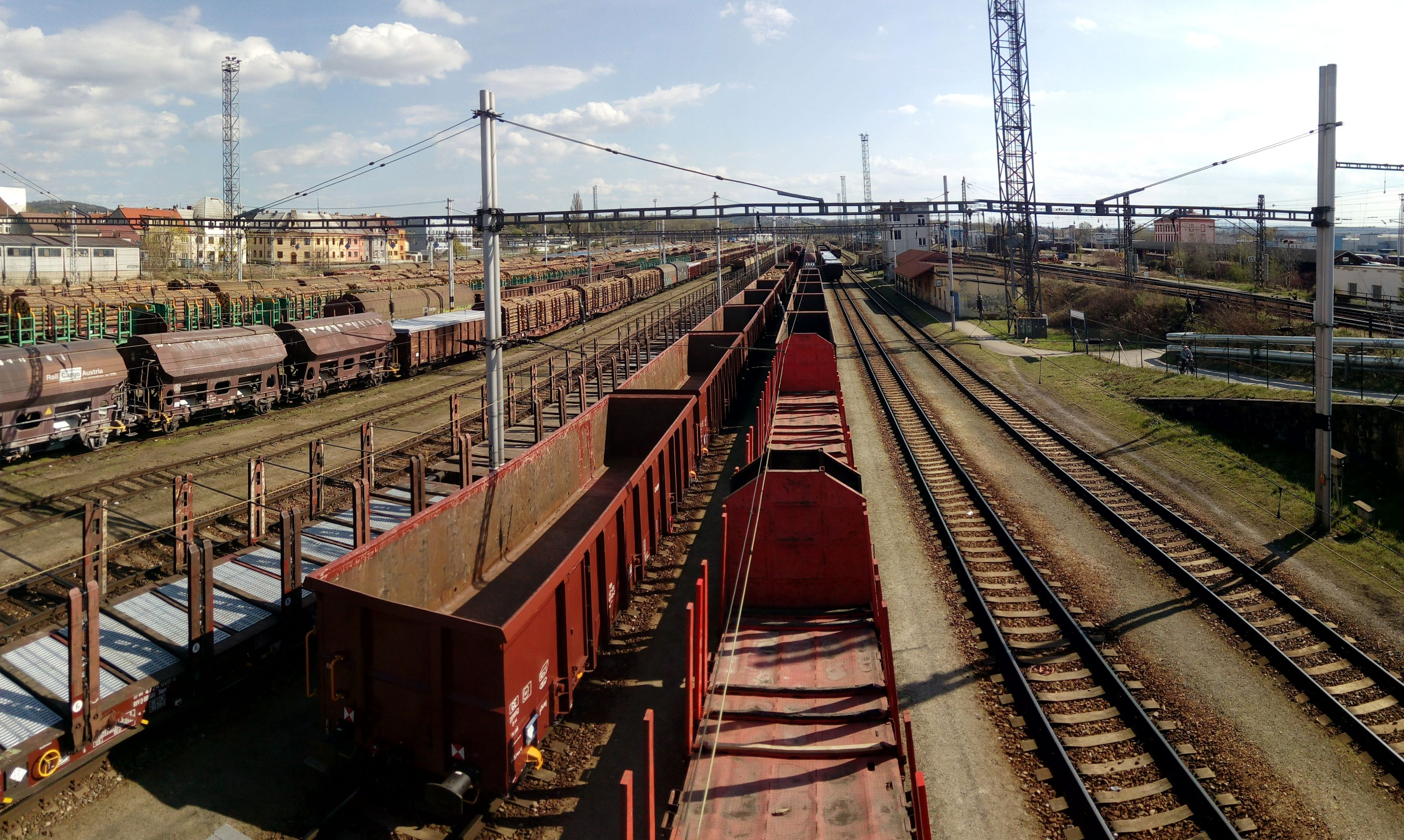
Vue des voies depuis la passerelle
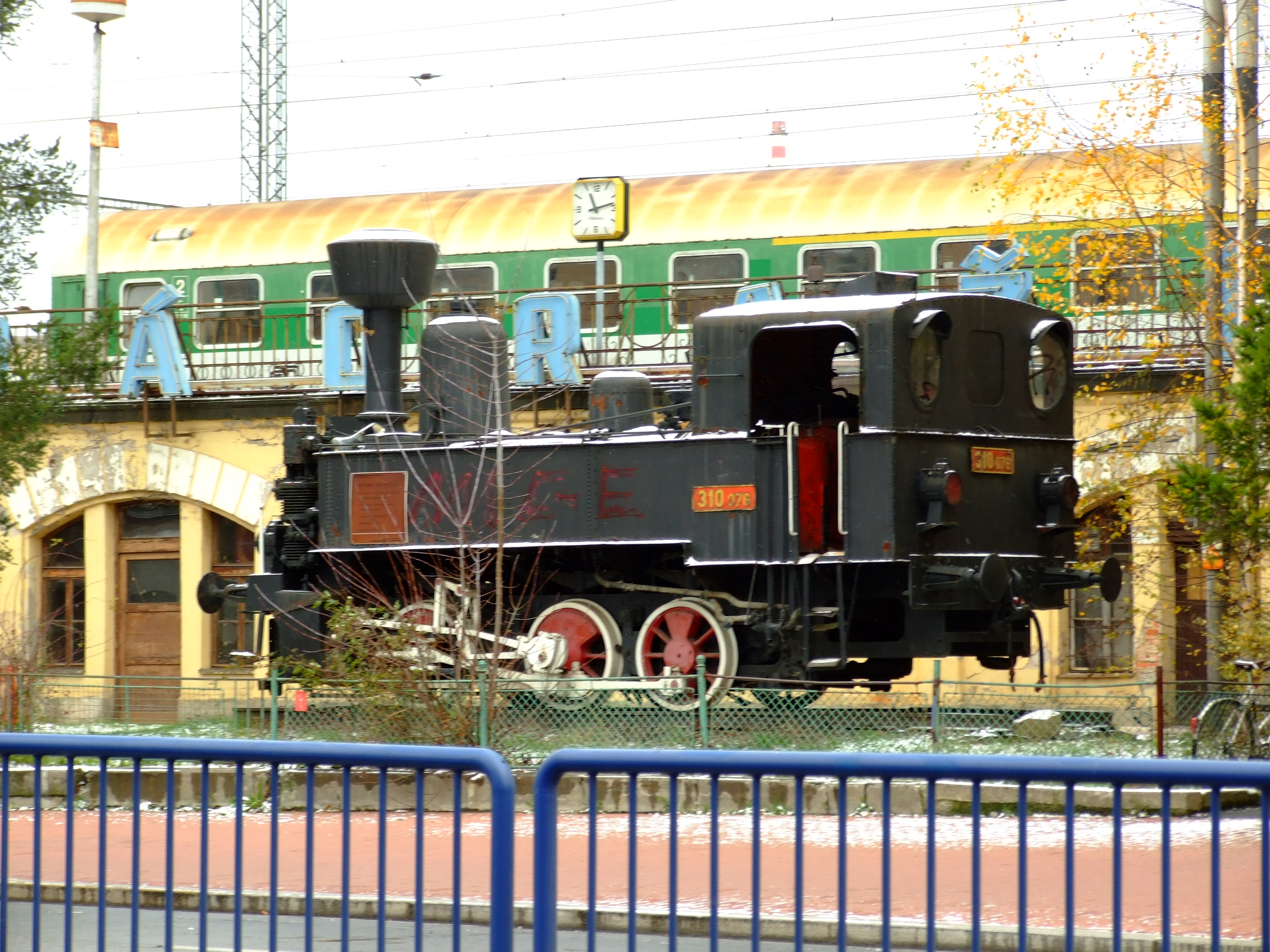
La locomotive du côté du bâtiment principal